# Martín Astudillo
Martín Mauricio Astudillo (* 10. Juli 1977 in Mendoza) ist ein ehemaliger argentinischer Fußballspieler.

## Spielerkarriere
In seiner Jugend spielte Astudillo für den CD Godoy Cruz. Von dort wechselte er in der Saison 1999/2000 für 300.000 Euro zu Deportivo Alavés nach Spanien. Im Jahr 2001 hatte Astudillo Martín maßgeblichen Anteil daran, dass Deportivo Alavés in das Finale des UEFA-Cups einziehen konnte. Im Januar 2008 wechselt er per Leihe zum CA Osasuna und absolvierte dort 13 Spiele, bis er im Sommer wieder zu seinem Verein zurückkehrte. Im Sommer 2009 erfolgte dann der endgültige Abschied von Deportivo Alavés. Zur damaligen Zeit war er der Rekordspieler mit den meisten Einsätzen für seinen Verein, bis ihn Manu García am 23. Januar 2021 als Rekordspieler ablöste. Er wechselte zurück in sein Heimatland Argentinien und spielte für eine Saison bei Rosario Central. Im Sommer 2010 beendete er seine Karriere im Alter von 32 Jahren.

## Trainerkarriere
Martín Astudillo war ab 2016 als Trainer aktiv. Von 2016 bis 2017 war er Trainer beim argentinischen Zweitligisten Independiente Rivadavia. Dort stand er in sieben Spielen am Spielfeldrand und erreichte einen Punkteschnitt von 1,14. Danach war er noch bei seinem ehemaligen Spielerverein, Gimnasia y Esgrima de Jujuy, als Trainer tätig und machte dabei 28 Spiele mit einem Punkteschnitt von 1,32.